# Анюта (фільм)
«Анюта» — фільм 1982 року.

## Зміст
За оповіданням А. П. Чехова «Анна на шиї» з Катериною Максимовою у ролі Анюти. Вона створює чарівний образ краси – живий і дуже крихкий. Її «Анюта» – просто жінка, яка тягнеться до свята, їй хочеться веселощів, і вона приймає уявне за істинне, мішуру – за справжнє сяйво щастя.

## Загальна інформація
Телебалет «Анюта», що мав великий успіх у всьому світі, отримав приз «Інтербачення» і був удостоєний Державної премії РРФСР.
Основний сюжетній лінією фільму-балету стала історія життя Анюти, дівчини з бідної сім'ї, що стала дружиною заможного чиновника Модеста Олексійовича і засліплена «блиском світу».

## Музика
Задум балету за мотивами оповідання А. П. Чехова «Анна на шиї» народився з Вальса композитора Валерія Гавриліна:
Тема чиновників виникла з його оркестрового твору «Державна машина».
Знаменита тарантела, часто виконується в концертах, являє собою оркестровку п'єси «Французька пісенька» з «Фортепіанного альбому».
Жодного номера композитор не писав спеціально для балету «Анюта»
Музика Валерія Гавриліна була записана оркестром Ленінградської державної філармонії імені Д. Шостаковича, диригент Станіслав Горковенко.
Постановка хореографічних номерів Володимиром Васильєвим здійснювалася, як «монтажна хореографія». Танець у фільмі-балеті знімався фрагментами, великі, середні і загальні плани монтувалися в русі. На музику одного номера знімалися кілька місць дії, іноді паралельна хореографічна життя різних персонажів. Пошуки Володимира Васильєва в цій області почалися з телефільму «Жиголо і Жіголетта»
Володимир Васильєв так згадував про роботу над фільмом-балетом:

«Хореограф на телебаченні спочатку приймає функції режисера, і це завжди дуже цікаво, особливо в період монтажу. Коли ми знімали окремі сцени, ми їх вже бачили „монтажно“…
Щоразу на практиці пізнаєш все нові закономірності. У мистецтві неможливо все осягнути. Тільки дилетантам здається, що вони все знають ».

Цікавий у «Анюти» епізод «сімейного альбому», який перегортає батько Анни. У його спогадах виникає маленька Анюта (Кіра Кирилова), її батько (В. Васильєв) і померла мати (Е. Максимова).
У своєму творі Чехов так описує цю сцену:
«Її покійна мати сама одягалася завжди за останньою модою і поралася з Анею та одягала її витончено, як ляльку, і навчила її говорити по-французьки і чудово танцювати мазурку».

## Творці фільму
- Катерина Максимова (БТ) — Анюта
- Володимир Васильєв (БТ) — Батько Анюти
- Марат Даукаєв (МТ) — Студент
- Галі Абайдулов (МТ) — Модест Олексійович
- Джон Марковський (МТ) — Артинов
- Анатолій Гридін (МТ) — Його Сіятельство
- Кіра Кирилова (ЛХУ) — Анюта в дитинстві

| Знімальна група       | .                                        |
| --------------------- | ---------------------------------------- |
| Автор сценарію        | Олександр Белінський                     |
| Режисери-постановники | Олександр Белінський, Володимир Васильєв |
| Оператор-постановник  | Генріх Маранджян                         |
| Художник-постановник  | Белла Маневич                            |
| Хореограф             | Володимир Васильєв                       |
| Звукорежисер          | Едуард Ванунц                            |